# NVAX
Az NVAX egy VAX utasításkészlet-architektúrájú felsőkategóriás egycsipes mikroprocesszor, amelyet a Digital Equipment Corporation (DEC) fejlesztett ki és gyártott az 1990-es évek elején, és forgalmazott egészen a század végéig. Ez volt a DEC utolsó előtti VAX utasításkészlet-architektúrájú processzora. A processzor fejlesztése 1987 őszén kezdődött és a processzorral szerelt rendszereket 1991 végén kezdték szállítani. A fejlesztést Bill Herrick vezette, a felügyelő tervező és a mikrokód-fejlesztés vezetője Mike Uhler volt. 1988-ban csatlakozott a fejlesztőkhöz Bill Wheeler a Rigel processzor fejlesztőcsapatából, és Bob Supnik.
Az NVAX processzornak készült egy NVAX+ elnevezésű változata is, amely a sín-interfész és a külső gyorsítótár támogatásában különbözött elődjétől, de az architektúra terén teljesen megegyezett azzal. Az NVAX processzor órajelfrekvenciája 62,5 MHz (16 ns), 71 MHz (14 ns) és 83,3 MHz (12 ns) lehet, míg az NVAX+ 90,9 MHz-es (11 ns) órajelfrekvencián. Ezek voltak a maguk idejében a világ leggyorsabb CISC processzorai.
Az NVAX és NVAX+ processzorokat az 1991-ben kibocsátott késői VAX gépekben, a MicroVAX 3100, VAXstation 4000, VAX 4000, VAX 6000, VAX 7000/10000 és VAXft modellekben alkalmazták. Habár a Digital folyamatosan korszerűsítette a kialakítást az 1990-es évek elején, a processzorok és maga a VAX platform is túlhaladottá vált és végül 1992 novemberében felváltotta a DECchip 21064, az Alpha architektúra (akkoriban Alpha AXP) egyik tagja, és az ezzel szerelt rendszerek.
Az NVAX 1,3 millió tranzisztort tartalmaz egy 16,2 mm × 14,6 mm (236,52 mm²) méretű lapkán. A lapkát a Digital negyedik generációs CMOS folyamatával – CMOS-4 – gyártották; ez egy 0,75 µm-es folyamat három rétegű alumínium fémezéssel. Az NVAX 339 tűs pin grid array tokozással készült, míg az NVAX+ 431 tűs pin grid array tokozásba került, ami kompatibilis az Alpha AXP-alapú DECchip 21064 mikroprocesszorral.
1994-ben megjelent a NVAX+ egy újabb változata, az NVAX++ (más néven NV5 vagy NVAX+5), amelyet a VAX 7000 Model 7x0 és VAX 10000 Model 7x0 rendszerekben szállítottak. Ez 133 MHz-es órajelen működik (ciklusideje 7,5 ns), a Digital ötödik generációs 0,50 µm-es csíkszélességű CMOS folyamatával, a CMOS-5-tel készült. 1996-ban bemutattak egy 170,9 MHz-es NV5 típust, amelyet a VAX 7000/10000 8x0 sorozatú modelljeiben alkalmaztak.

## Mikroarchitektúra
Az NVAX öt többé-kevésbé autonóm egységből tevődik össze, az I-box, E-box, F-box, M-box és C-box egységekből. (Ez a „dobozokra osztás” a VAX architektúrák régi hagyománya, és az Alpha architektúrában is folytatódik.) Az NVAX makrofutószalagos kialakítású. Az autonóm egységek több VAX makroutasítást párhuzamosan dolgoznak fel, ezek az egységek saját mikrofutószalagokkal rendelkeznek.
Az I-box (az „I” az instruction, utasítás szóból) lehívja és dekódolja a VAX utasításokat. Ez az egység tartalmaz még egy 2 KiB méretű közvetlen leképzésű virtuális utasítás-gyorsítótárat (VIC) és az 512 bejegyzés × 4 bit méretű elágazástörténet-táblát. Az I-box minden ciklus alatt egyszerre nyolc bájtnyi utasítás-adatot hív le a VIC gyorsítótárból.
Az E-box („E” mint execution, végrehajtás) hajtja végre a nemlebegőpontos utasítások többségét. Ezt a mikrokód vezérli, amely az 1600 szavas vezérlőtárban (control store) helyezkedik el. A vezérlőtár tartalma javítható (patchelhető) 20 szóval.
Az F-box („F” mint floating-point, lebegőpontos) hajtja végre a lebegőpontos utasításokat, valamint a 32 bites egész/fixpontos szorzás utasításokat. Ennek egy négyfokozatú lebegőpontos és egész/fixpontos szorzási futószalagja van és ebben van a nem futószalagos lebegőpontos osztóegység is.

## Fordítás
Ez a szócikk részben vagy egészben  a   NVAX című angol Wikipédia-szócikk ezen változatának fordításán alapul.  Az eredeti cikk szerkesztőit annak laptörténete sorolja fel. Ez a jelzés csupán a megfogalmazás eredetét és a szerzői jogokat jelzi, nem szolgál a cikkben szereplő információk forrásmegjelöléseként.

## További olvasmányok
- Anderson, W. (1992). "Logical verification of the NVAX CPU chip design". Proceedings 1992 IEEE International Conference on Computer Design: VLSI in Computers & Processors. pp. 306–309. ISBN 0-8186-3110-4.
- Badeau, R.W. et al. (1992). "A 100-MHz macropipelined VAX microprocessor". IEEE Journal of Solid-State Circuits, Volume 27, Issue 11. pp. 1585–1598. ISSN 0018-9200.
- Fox, Thomas F. (1994). "The design of high-performance microprocessors at Digital". Proceedings of the 31st Annual ACM-IEEE Design Automation Conference. pp. 586–591.